# Autópálya M49
M49-es gyorsút (ungarisch für ,Autobahn M49‘) ist eine sich im Bau befindende in West-Ost-Richtung verlaufende Autobahn in Ungarn. Sie beginnt in Őr und endet bei Csenger an der Staatsgrenze zu Rumänien. Der Bau der ersten Phase begann im Januar 2023.
Die 46 Kilometer lange Autobahn im Osten Ungarns soll am Autobahnkreuz mit der M3 beginnen und bis zur rumänischen Grenze führen.